# Seltjarnarneskirkja
La Seltjarnarneskirkja (letteralmente, la chiesa di Seltjarnarnes) è una chiesa situata a Seltjarnarnes, cittadina all'estrema punta della penisola di Reykjavík, Islanda. 
L'esterno, con grosso tetto bianco, ricorda la forma di un ghiacciaio (almeno questo era l'intento dell'architetto, che si è ispirato al ghiacciaio di Snæfellsjökull, quello di Jules Verne, ben visibile di fronte alla chiesa nei giorni di bel tempo e cielo pulito). La parte bassa esterna ricorda le case di torba islandesi dell'architettura tradizionale contadina.
La struttura è in buona parte in legno e per questo è amata dai cori che vi cantano. Può ospitare circa 220 persone sedute.

## Galleria fotografia

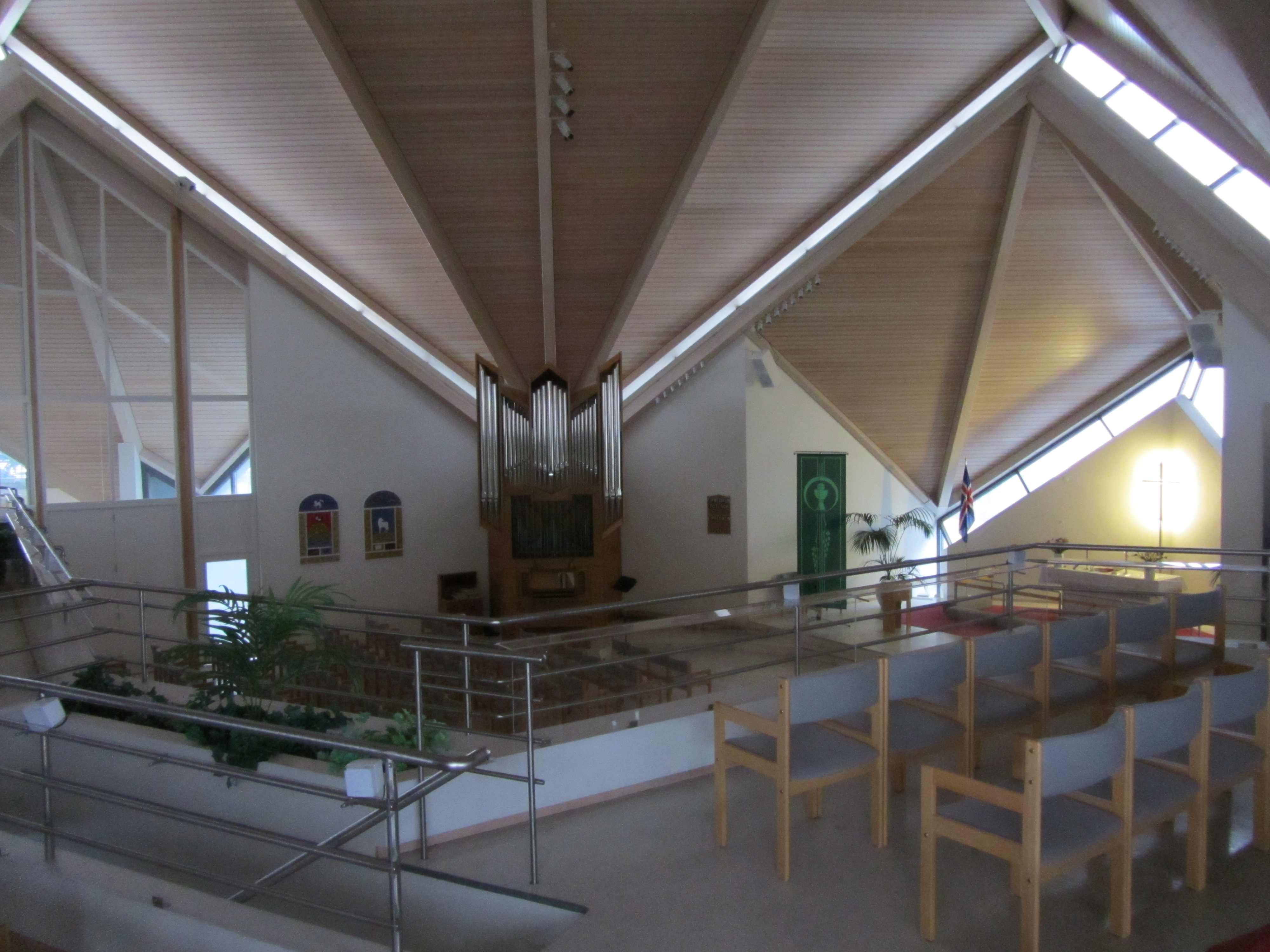
L'interno
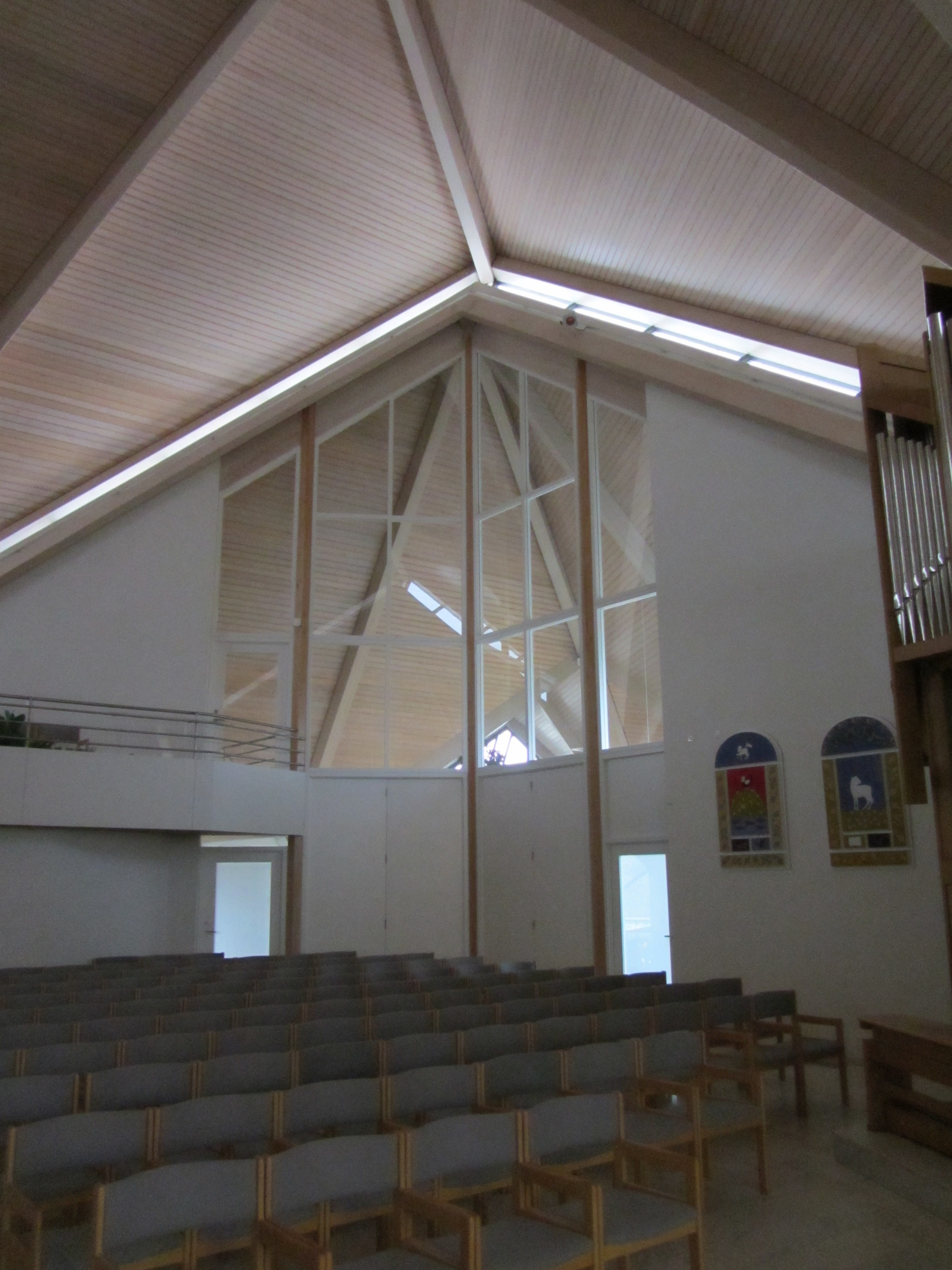
L'interno, lato sinistro, con organo e due opere che ricordano un po' le terrecotte invetriate fiorentine dei Della Robbia.